# Црква Светих Петра и Павла у Бањи Ковиљачи
Црква Светих Петра и Павла у Бањи Ковиљачи подигнута је 1975. године и припада Епархији шабачкој Српске православне цркве.

## Прошлост
До оснивања ковиљачке парохије 1924. године Бања Ковиљача је била део лозничке парохије, па се указала потреба за богослужбеним објектом. За потребе службе је адаптирана део простора за капелу у Сиротињском дому (задужбина Стаке Пеић из Лешнице) у којој се служило до освећења данашњег храма.
Изградња прве цркве је започето 1939. године, за време службовања свештеника Миливоја Исакова, која је прекинута 1941. године и почетка рата. До прекида градње црква је била подигнута до крова. После рата градња није настављена, већ је 1949. године срушена, по наредби власти и материјал искоришћен за подизање школа у Горњој Ковиљачи и Трбушници. Као разлог рушења је наведено да је црква почела да се гради у „зеленом појасу” и нарушава бањски компекс.
Доласком Сретена Тодоровића у парохију и Епископа Јована на чело Епархије шабачко-ваљевске, 1954. године, повео се спор за накнаду штете са лозничком општином за надокнаду штете за одузети плац и однесени материјал.

## Данашња црква
Када је нови плац добијен, освећен је 8. јуна 1969. године и сутрадан је почела градња цркве, по пројекту архитекте др Драгомира Тадића, која је посвећена Светим апостолима Петру и Павлу. Градња је трајала до 1975. године, када је и 10. августа освећена од Епископа Јована.
Радови на живопису су почели 1997. године и трајали су до 2005. године и освећени 13. августа од Епископа Лаврентија. Радове на живописању је изводио свештеник Добрица Костић из Смедерева.
При храму основан je 2004. године Хор „Сабор српских светитеља”.